# اخترپیشانی پریجا
اخترپیشانی پریجا (نام علمی: Coeligena consita) یک گونه در خطر انقراض از مرغ‌های مگس در تبار «خورشیدرخشان‌تباران» (Heliantheini) در زیرتیرهٔ Lesbiinae است که در کلمبیا و ونزوئلا یافت می‌شود.